# Santa Maria ai Monti (titre cardinalice)
Le titre cardinalice de Santa Maria ai Monti est érigé par le pape Jean XXIII le 12 mars 1960 et rattaché à l'église Santa Maria ai Monti qui se trouve dans le rione de Monti au sud-est de Rome.

## Titulaires
| - Rufino Jiao Santos (1960-1973) - Jaime Lachica Sin (1976-2005) - Jorge Liberato Urosa Savino (2006-2021) - Jean-Marc Aveline (depuis 2022) |